# Porsche 928
El Porsche 928 es un automóvil de gran turismo coupé de cuatro plazas, presentado en 1977 y comercializado por Porsche AG de Alemania desde 1978 hasta 1995. Originalmente destinado a sustituir al Porsche 911, icono de la compañía, el 928 intentó combinar la potencia, el equilibrio y la conducción de un coche deportivo, con el refinamiento, confort y equipamiento de un sedán de lujo, para crear lo que algunos ejecutivos de Porsche pensaron que sería un vehículo con mayor atractivo que el compacto, peculiar y en ocasiones difícil 911. Debido a su alto nivel de equipamiento de lujo y potencia, entró en competencia con la gama del Jaguar XJR-12 y Mercedes-Benz Clase SL. Con el tiempo, el 928 fue el modelo de la manufactura Porsche más caro.
El diseño del 928 fue muy moderno cuando se presentó en 1977 y se consolidó como atemporal. Salvo ligeras modificaciones, fue construido casi sin cambios hasta 1995. Sus rasgos característicos son los faros redondos plegables pero visibles y la zaga muy abultada; recuerda la forma de los tiburones. Fue Coche del Año en Europa en 1978. Es el único Porsche y también el único deportivo de cualquier fabricante que ha recibido este galardón.
Es uno de los varios modelos de la casa Porsche con motor delantero. Los Porsche 924, el 944, 968, el 928, cupés; o los Porsche Cayenne y Panamera cuatro de ellos son cupés (924, 944, 968 y 928). De estos últimos es el único que monta un motor V8 de serie.
Es el primer Porsche producido en serie con motor V8. Este motor supuso un cambio notable en la compañía, habituada al famoso motor bóxer de 6 cilindros del 911.
Durante 1983, el 928S fue el coche más rápido vendido en América del Norte, con una velocidad máxima de 235 km/h. En 1986 fue el coche de producción más rápido del mundo, después de haber establecido un récord de velocidad de 277 km/h en las llanuras de sal de Utah (Estados Unidos); así se publicitó con los eslóganes, "El más rápido que se puede mover sin tener que contratar un asistente de vuelo" y "La forma más rápida de moverse sin tener que comer flymat ".
Se produjeron un total de 61.056 Porsches 928, de los cuales 2.831 fueron del modelo GTS. A partir de 1992 se comercializó la variante 928 GTS S4. Los 928 fueron comercializados con éxito, sobre todo en el mercado de Estados Unidos, para el que había sido concebido en primer lugar, y disfrutó de una longevidad asombrosa.

## Concepción

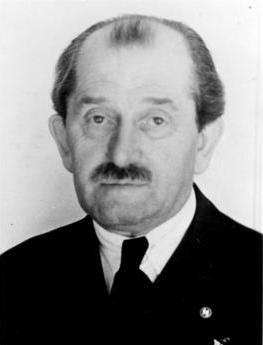
Ferdinand Porsche

A finales de la década de 1960, Porsche AG había cambiado de manera significativa como empresa y los ejecutivos, incluyendo al propietario Ferdinand Porsche, estaban barajando la idea de añadir un turismo de lujo para la producción. El Director Gerente Ernst Fuhrmann, también presionó a Ferdinand para la aprobación del desarrollo de un nuevo modelo, ante la evidencia y la preocupación de que el 911, buque insignia de la marca en ese momento, estaba alcanzando rápidamente su máximo potencial y que pronto ya no podría ser mejorado. El hundimiento de ventas del 911 parecía confirmar que el modelo se acercaba el final de su ciclo de vida económica. Fuhrmann concibió el nuevo modelo tope de gama como la mejor combinación posible de un cupé deportivo y un sedán de lujo, algo bien equipado y suficientemente confortable como para ser conducido fácilmente en largas distancias, que tuviese la potencia, equilibrio y manejabilidad necesarias para ser utilizado como un coche deportivo. Esto lo diferencia del 911, que era un auto deportivo puro.

Encargado por Ferry Porsche para llegar a un concepto de producción viable del nuevo modelo, Fuhrmann inició un estudio de diseño en 1971, definiendo en el proceso las especificaciones finales para el 928. Varios diseños de transmisión fueron considerados durante el desarrollo inicial, incluidos los diseños con motor trasero y central, pero la mayoría fueron desestimados debido a la técnica y/o a dificultades de orden legislativo. Tener el motor, la transmisión, el convertidor catalítico (uno o más) y el escape hacinados en el pequeño compartimiento trasero del motor, hacía los controles de emisiones y de ruido más difíciles, problemas a los que Porsche ya se enfrentaba con el 911 y quería evitar. Después de decidir que el diseño de motor central no dejaba espacio suficiente en el compartimiento de pasajeros, fue elegido un diseño de transeje con motor delantero refrigerado con agua y tracción trasera. Tenía además la ventaja de una óptima distribución del pesos. 

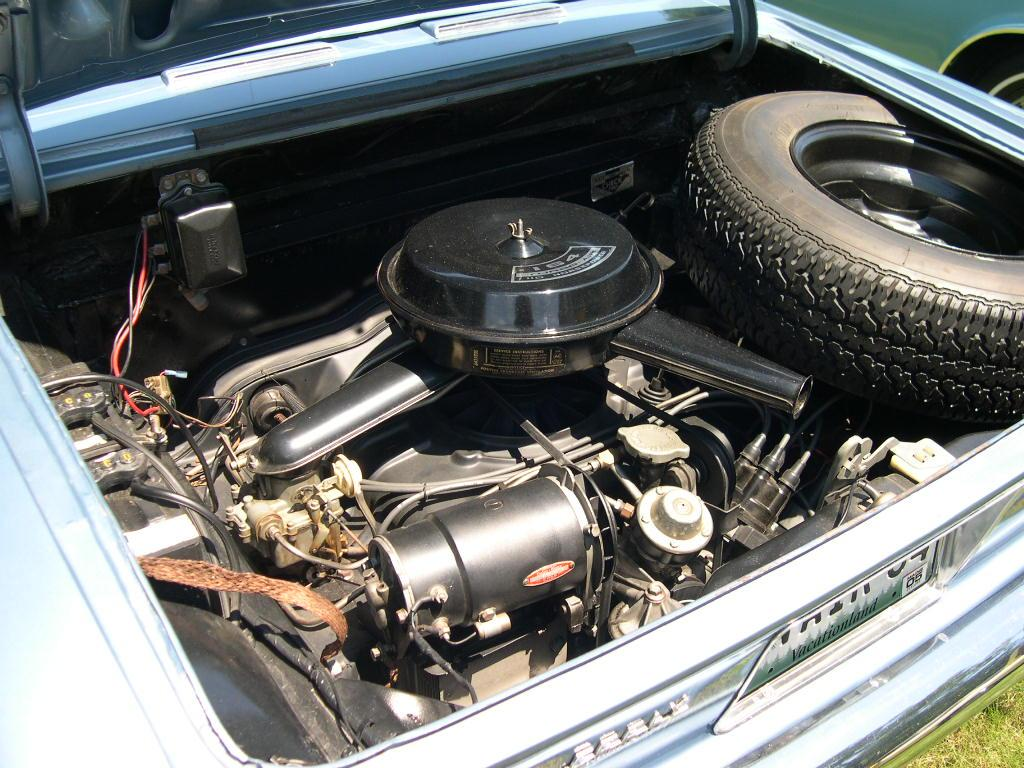
Motor trasero de Chevrolet Corvair, sus deficiencias en el diseño repercutieron en la seguridad y llevaron a poner en duda la continuidad de los motores traseros en Estados Unidos, al no poder pasar las exigentes pruebas de choque.

 En esta elección Porsche también pudo haber temido que el gobierno de Estados Unidos pronto prohibiese la venta de coches con motor en la parte trasera, en respuesta a la preocupación de los consumidores sobre los problemas de seguridad con el Chevrolet Corvair y su motor trasero. El tema de la seguridad del Corvair había sido detallado en el libro Unsafe at Any Speed por el abogado de consumo Ralph Nader.

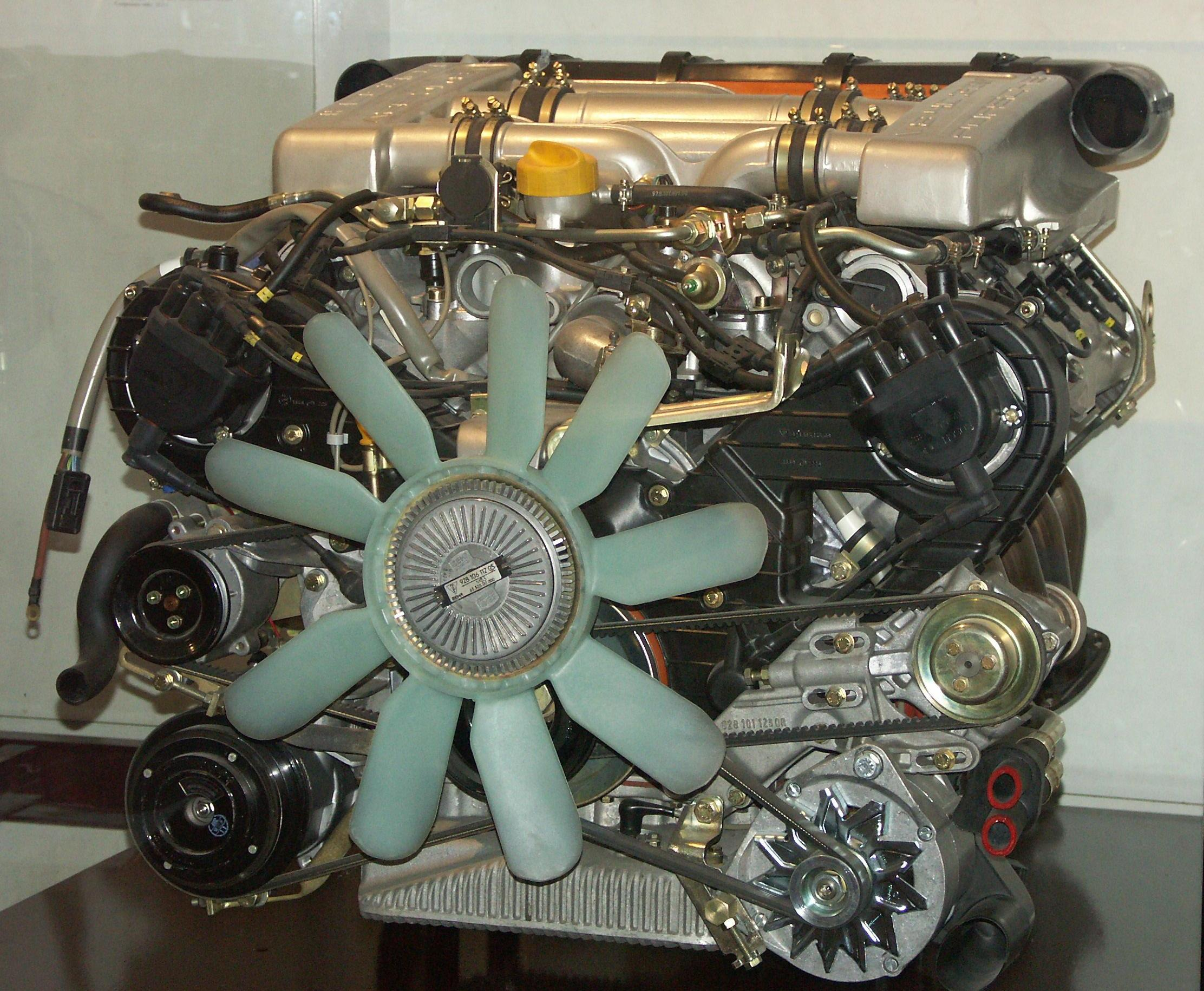
Motor V8 del Porsche 928 S4. Con mayor cilindrada y 32 válvulas

Los ingenieros de Porsche querían un motor de gran cilindrada para alimentar el 928, y las unidades prototipo se construyeron con un 5 litros V8 produciendo cerca de 300 CV (220 kW). Ferdinand Porsche quería usar en este coche un V10 de 4.6 litros con 88 mm de diámetro, medidas del motor cinco cilindros de Audi. Este cinco cilindros deriva del motor Volkswagen Golf EA827, básicamente, un cuatro cilindros con otro añadido. Varios miembros de la junta directiva de Porsche se opusieron; su objeción oficial era porque querían mantener una cierta separación entre Porsche AG y Volkswagen. La razón encubierta pudo ser que no quisieran que su coche estrella estuviese propulsado por una variante de los humildes motores del VW Golf. Curiosamente, este mismo motor propuesto, aunque con mayor desplazamiento, fue construido con el tiempo y se instaló en una producción de coches deportivos, el Lamborghini Gallardo. A día de hoy, ningún Porsche ha utilizado alguna vez un motor basado en el EA827. Hasta 2011 se utilizó una versión del motor VR6 de Volkswagen en el Cayenne 955, pero este motor no está relacionado con el diseño del EA827.
Los dos primeros prototipos de funcionamiento del motor M28 V8 utilizaron un carburador de cuatro cuerpos, pero esto fue sólo para las pruebas iniciales. Los coches fueron vendidos con el previsto sistema de inyección de combustible K-Jetronic. La crisis del petróleo de la década de 1970, conllevó la subida de precios y la escasez de carburante, y a su vez la preocupación en la empresa, que se planteó la posibilidad de utilizar motores más pequeños en pos del ahorro de combustible. Se dio un empujón al desarrollo de las especificaciones técnicas del motor de 3.3 litros de 180 CV (132 kW), pero los ingenieros de la compañía se opusieron a esta posibilidad. Ambas partes finalmente se decidieron por un motor de 8 cilindros en V a 90° de aluminio, de 4.5 litros, SOHC de 16 válvulas, con 240 CV (180 kW) (219 CV (163 kW) en América del Norte), que consideraron tenía un compromiso aceptable de rendimiento y economía de combustible. Transmisión por correa y árboles de levas. Doble disco de embrague, caja de cinco marchas conectada al motor mediante un eje de alta velocidad. También se preparó una caja de cambio automática de 4 velocidades.
Se llevó a cabo un gran esfuerzo por parte de los técnicos del desarrollo del chasis. Uno de los resultados de los esfuerzos del Porsche Development Centers en Weissach fue el diseño del eje trasero y fue conocido como eje Weissach. Posteriormente en las competiciones de motor mostró sus limitaciones.

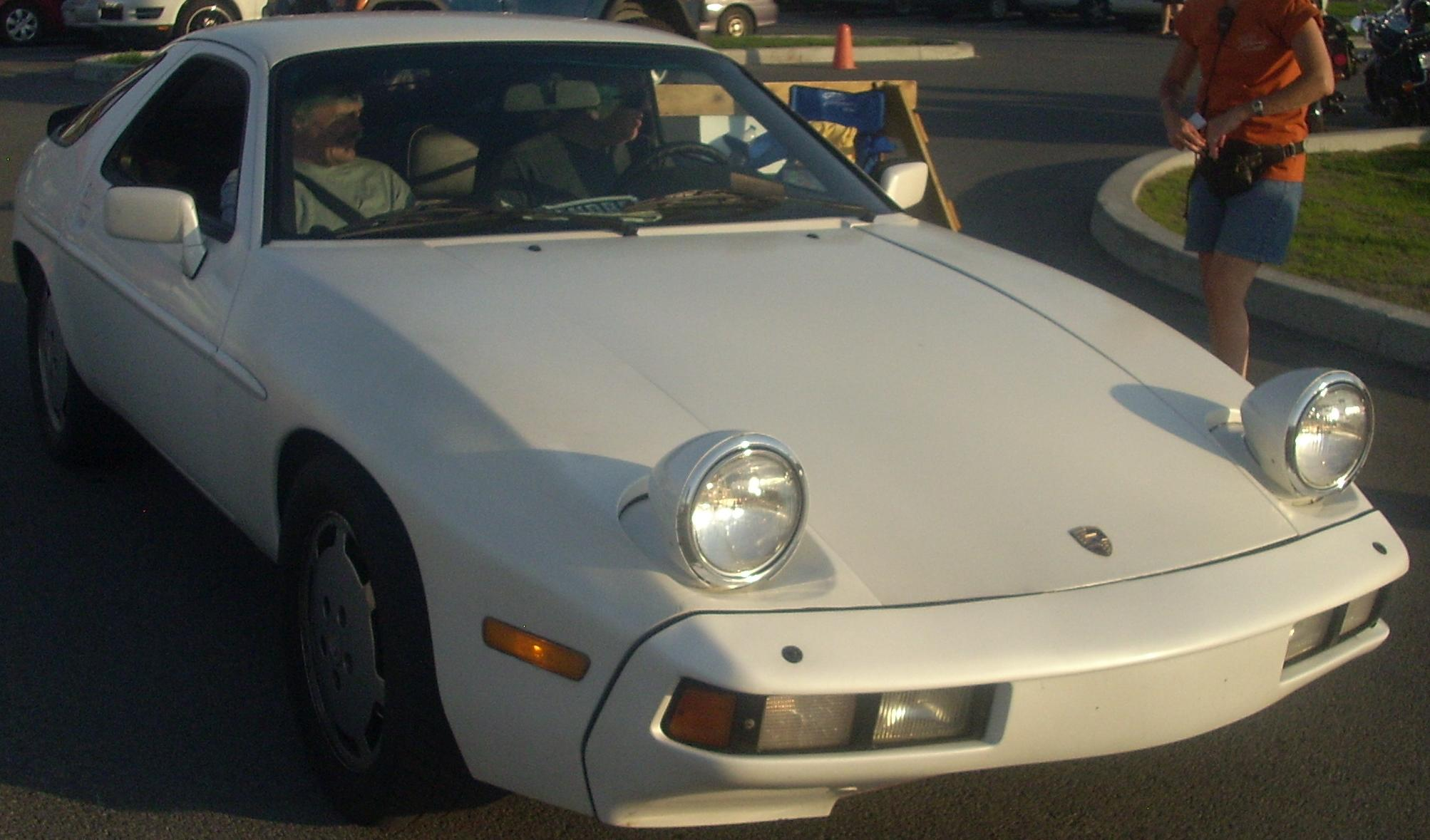
Porsche 928 con los faros delanteros encendidos

Fue distinguido por su chasis totalmente nuevo, el motor de aluminio de ocho cilindros en V, montado en el morro, diferentes partes de la carrocería en aluminio, como puertas, aletas y capó, además de numerosos detalles prácticos poco habituales en un coche de 240 CV (176 kW ), normalmente más sencillos. Los ejemplos incluyen la bomba eléctrica del sistema de limpiaparabrisas o la disponibilidad, como extra, de aire acondicionado para refrigerar en verano, no sólo a los pasajeros, sino también el chocolate de la guantera, como señalaba el prospecto promocional. Otra característica llamativa fueron los faros esféricos retráctiles, integrados en la carrocería o levantados para su uso.
El gran nuevo coche deportivo de Porsche, fue presentado en la revista Christophorus, en marzo de 1977. Y se presentó terminado en el Salón del Automóvil de Ginebra de 1977 antes de salir a la venta ese mismo año como modelo de 1978. A pesar de que ganó pronto la aclamación por su comodidad y potencia, las ventas eran lentas. Los precios base eran mucho más altos que los del anterior tope de gama de los 911 y el diseño de motor delantero refrigerado por agua del 928, no gustó a muchos puristas de Porsche.

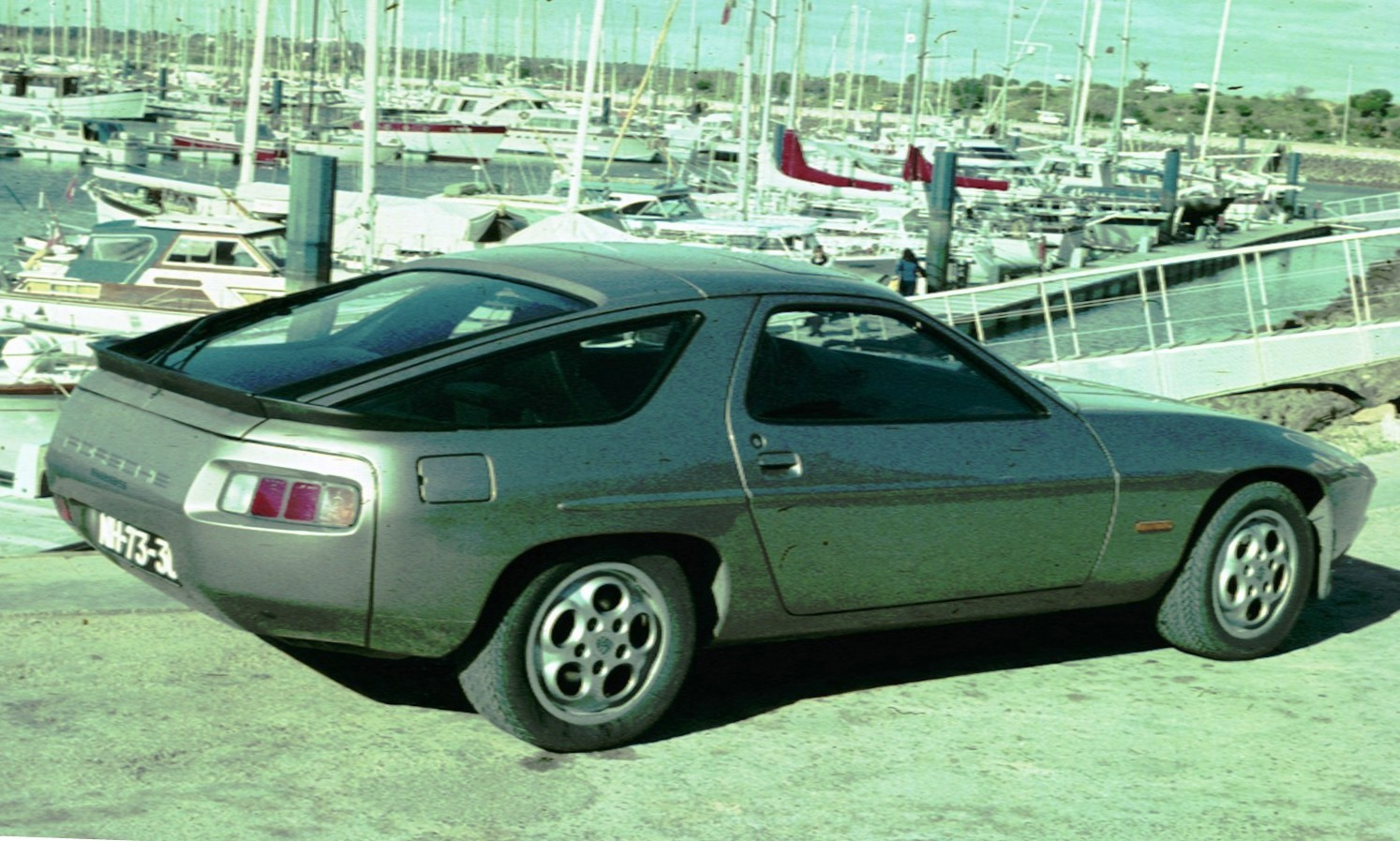
Uno de los primeros Porsche 928, sin retrovisor derecho

Comenzó su distribución en otoño de 1977 y puede presumir de muchos premios en su carrera. Los lectores de la revista Stuttgarter Autozeitschrift lo eligieron coche deportivo del año y en el Salón del Automóvil británico en Birmingham, recibió una medalla de oro del Instituto británico de Transporte y Automóviles otorgado por los fabricantes, valorando las variables de diseño, calidad y confort de todos los automóviles deportivos. El mayor éxito fue la elección del Coche del Año en Europa de 1978 por un jurado internacional de periodistas, por delante del BMW Serie 7 y del Ford Granada.
El sustituto de Fuhrmann, Peter Schutz, decidió que los 911 y 928 debían permanecer juntos en el mercado, defendiendo que el 911 todavía tenía potencial en la cadena de producción de la compañía. La legislación contra los vehículos de motor trasero tampoco llegó a materializarse. A pesar de que los 928 han generado un grupo de ávidos seguidores, nunca se vendió en los números que Fuhrmann había previsto inicialmente y su producción se interrumpió en 1995.

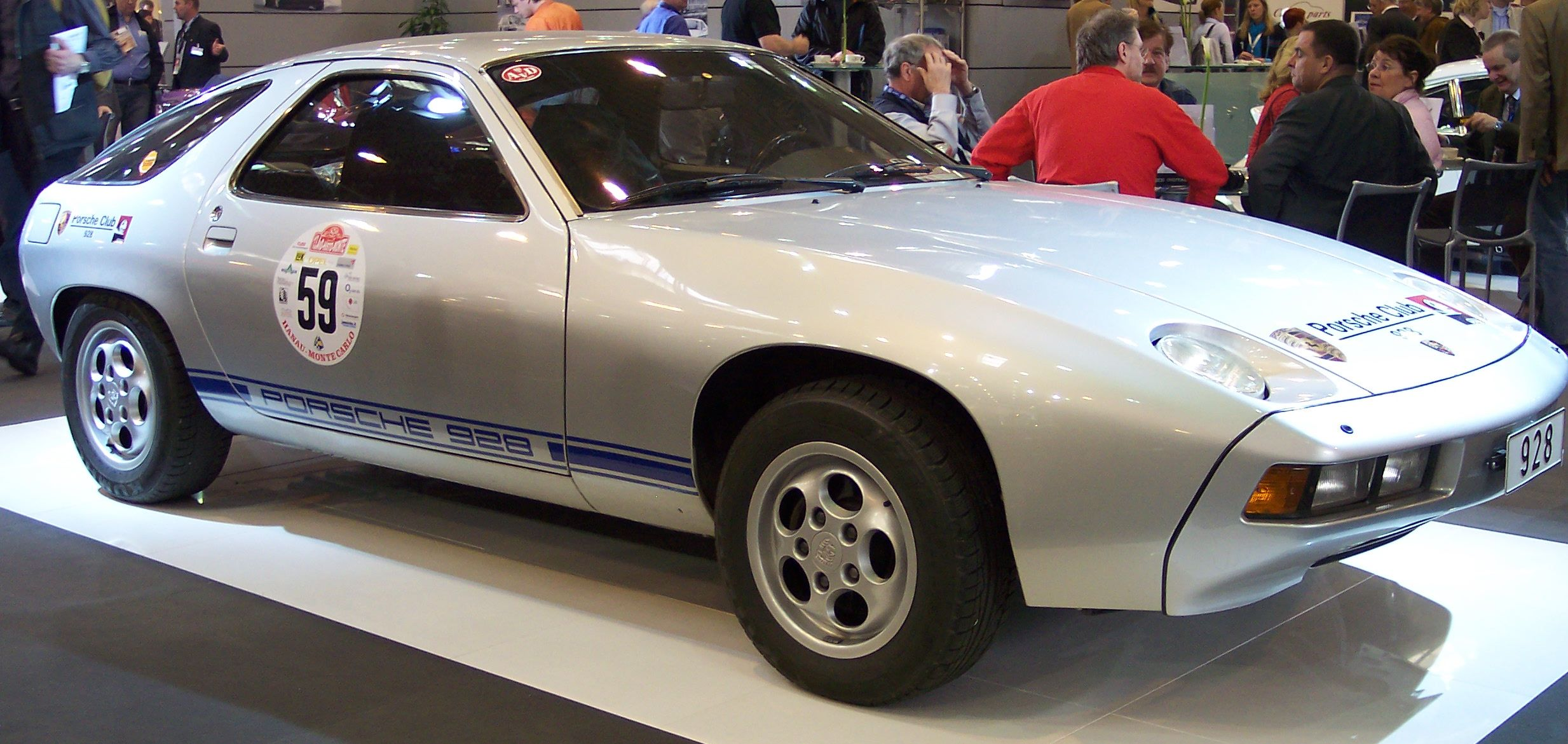
928 preparado para correr un rally de clásicos

En la competición del motor, el 928 fue utilizado únicamente por equipos privados en el VLN - las carreras en el circuito de Nurburgring.

## Diseño

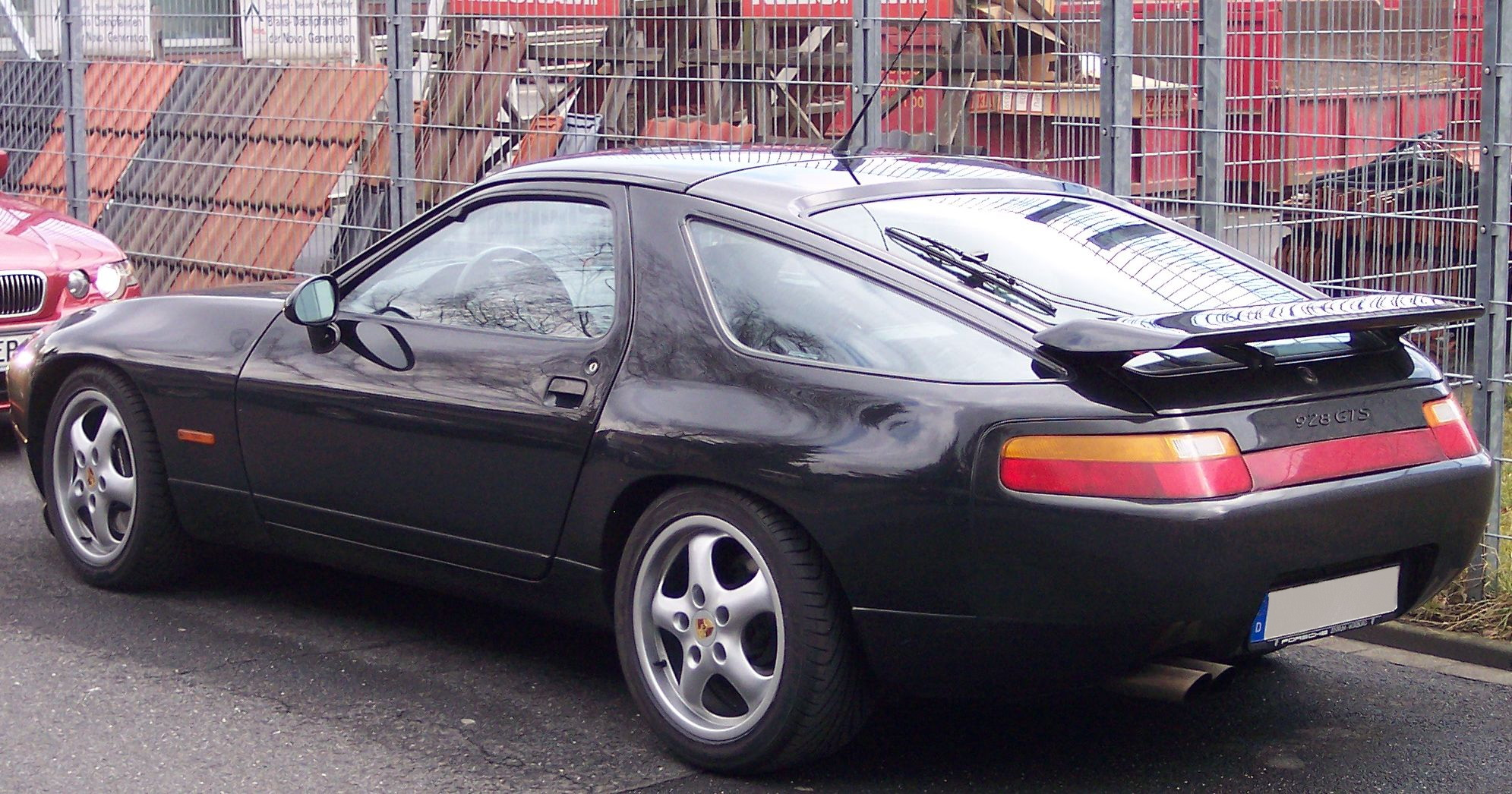
Porsche 928 GTS vista de la zaga en 3/4

El 928 montaba un motor V8 de disposición delantera refrigerado por agua y disponía de caja de cambios en el eje trasero con propulsión a las ruedas traseras. Originalmente fue un 4,5 litros de cilindraba diseñado con un solo árbol de levas por culata y 237 CV (176 kW/240 PS ) o 219 CV (163 kW/222 PS) en la versión para América del Norte. Porsche actualizó la inyección de combustible del motor de mecánica a electrónica para los modelos de EE.UU en 1980 aunque la potencia siguió siendo la misma. Este diseño marcó un cambio importante en la dirección de Porsche (que comenzó con la introducción del Porsche 924 en 1976), cuyos autos habían utilizado hasta entonces sólo motores boxer de 4 o 6 cilindros instalados en la parte trasera y refrigerados por aire.
Porsche diseño y monto un nuevo sistema de propulsión llamado "transaxle" (túnel de transmisión rígido con cambio en el eje trasero)en los 928 para ayudar a alcanzar una distribución óptima del peso delante/detrás en una proporción de 50/50. A pesar de que pesaba más que el difícil de manejar 911, su equilibrio de peso, más neutral y mayor potencia le dieron un rendimiento similar en la pista. El 928 fue considerado como el coche más suave de conducir en ese momento. Ae fabricó con una caja de cambios manual de cinco marchas, o con la transmisión automática derivada del Mercedes-Benz, originalmente con tres velocidades y con cuatro velocidades a partir de 1983 en América del Norte y de 1.984 en otros mercados. Más del 80% de la producción tenía la transmisión automática. El porcentaje exacto de coches con caja de cambios manual salidos de fábrica no se conoce, pero fue entre el 15 y 20%.
El chasis, diseñado por Wolfgang Möbius bajo la dirección de Anatole Lapine, estaba fundamentalmente realizado con chapa de acero galvanizado, pero las puertas, guardabarros delanteros (aletas), y el capó eran de aluminio con el fin de hacer el coche más ligero. Tenía un importante área portaequipajes accesible a través de un gran portón trasero.
Los nuevos parachoques de poliuretano fueron integrados en el morro y en la zaga y recubiertos con pintura del color de la carrocería, una característica inusual para la época, que aportaron a los coches un fuerte impacto visual y reducían el coeficiente aerodinámico. Porsche optó por no ofrecer una variante convertible pero algunos modificadores del mercado de accesorios ofrecieron conversiones descapotables.
El 928, calificado como un 2+2, dispone de dos pequeños asientos en la parte trasera. Los dos asientos traseros pueden abatirse para ampliar el área de equipaje, y tanto los asientos delanteros como los traseros disponían de parasoles para los ocupantes. Los asientos delanteros tienen espacio para las piernas como un coche de tracción delantera debido a la transmisión posterior, sin embargo los asientos traseros son pequeños debido a la prominente joroba de la caja de cambios y sólo son adecuados para niños o para adultos en un viaje corto. El 928 fue también el primer vehículo en el que el cuadro de instrumentos se desplazaba junto con el ajuste del volante con el fin de mantener la visibilidad máxima de los relojes.
El 928 incluye otras importantes innovaciones como el exclusivo "eje Weissach", que altera la convergencia de las ruedas traseras en situaciones de carga inclinando la rueda hacia el interior del eje de giro y reduciendo el riesgo de derrapaje, o su bloque motor fabricado en aluminio con una aleación de silicio en el mecanizado de cilindros que reduce el peso y les proporciona una alta duración y resistencia al desgaste a los mismos (aunque dificulta su posterior mecanizado en caso de averías).
Los esfuerzos de diseño y desarrollo de Porsche dieron sus frutos durante la Elección Europea para Coche del Año de 1978 donde el 928 fue elegido por delante del BMW Serie 7 y el Ford Granada.
El 928 es el único coche deportivo, hasta el momento, que ha ganado esta competición, donde los ganadores suelen ser principalmente hatchback y sedanes de los principales fabricantes Europeos.
Esto es una prueba de cuan avanzado es el 928 comparado con sus contemporáneos.

## Porsche 942
El Porsche 942 fue una edición especial del 928 presentado por la empresa como un regalo para Ferry Porsche en su 75 cumpleaños en 1984. También es conocido por su nombre 928-4, 928S. Contaba con 254 mm adicionales de distancia entre ejes con respecto al modelo normal de producción de 928, incluyendo un techo extendido por encima de los asientos traseros para acomodar mejor a los pasajeros altos, unos faros de tecnología muy avanzada, el motor 5 litros de 32 válvulas antes de ser introducido en el mercado de Estados Unidos y la parte delantera y trasera del modelo S4 dos años antes de entrar en producción.

## «Estudio H50» prototipo de cuatro puertas basado en el 928

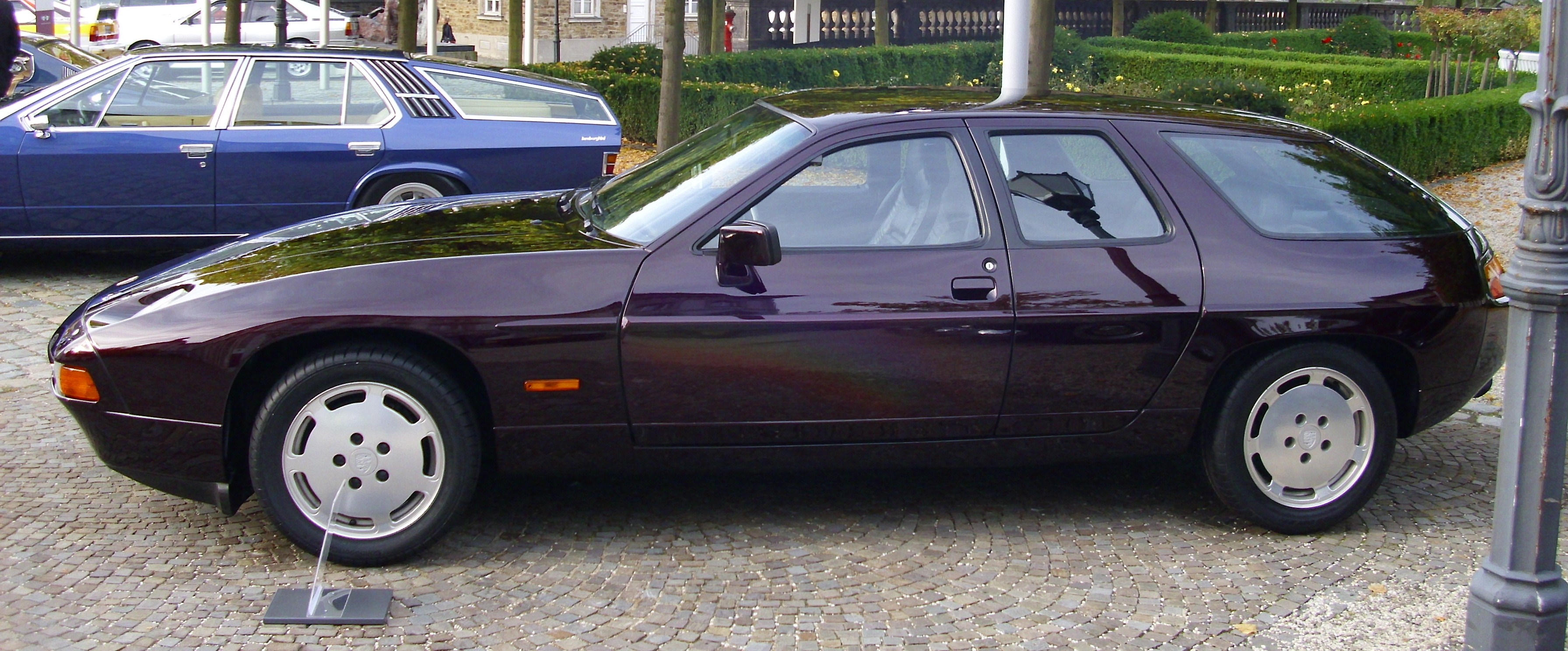
928 H50 cuatro puertas

Tres años más tarde, en 1987, el 928 alargado 25 cm hasta los 4,77 metros, que se habían presentado al fundador de la compañía en su 75 cumpleaños, se presentó como un «Estudio de Viabilidad». En el coche de 1984 el acceso de los pasajeros había sido resuelto con dos puertas normales. En el nuevo estudio el pilar vertical fue suprimido y la segunda pareja de puertas se abren en direcciones opuestas. La puertas nuevas, de hoja más estrecha, al parecer, se abrían de la misma manera que las del Mazda RX-8 de la década de 2000. El «Estudio H50» en su momento desapareció dejando pocas huellas. Dos décadas después, con el lanzamiento del Porsche Panamera, más grande y de cuatro puertas, el prototipo 928 de cuatro puertas de 1987 adquirió mayor importancia.
Un extra del coche fue un manual de instrucciones con las comparaciones de datos entre la versión especial y la estándar. Se aumentó el peso con las cuatro puertas en 75 kg. Se amplió el radio de giro hasta los 12,5 metros. Porsche también aumentó el ancho de vía trasero en 25 mm hasta 1.564 mm, mientras que el ancho de vía delantero era el mismo. El diseñador del cuatro puertas fue Anatole Lapine.

## 928 con ejes ensanchados de fábrica
Desde 1986 Porsche, junto a la empresa de preparación de autos AMG produjeron algunos 928 especiales más anchos de vía. A diferencia con el 942, estos tuvieron las ópticas de iluminación habituales en el 928. Uno de ellos fue presentado al fundador de American Sunroof Corporation (ASC) y CEO Heinz Prechter. ASC fue más tarde en parte responsable de hacer los Porsche 944 S2 descapotables.

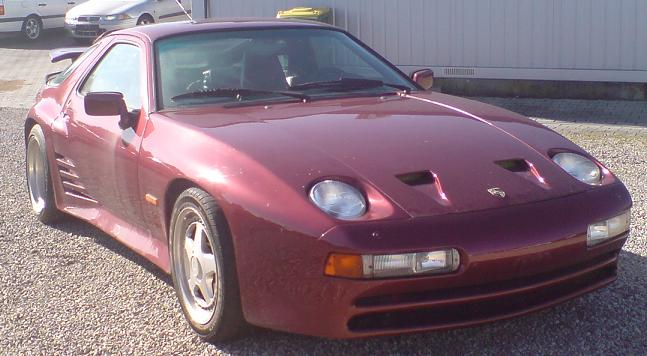
Porsche 928 con los componentes de Strosek

## El Max Moritz 'Semi Works' 928 GTR
El Departamento de Carreras Porsche nunca entró o preparó oficialmente el 928 en o para la competición de forma oficial. Sólo una vez decidió hacer evidente los genes de competición del 928. Porsche preparó el que sería llamado 928GTR para competir contra el entonces dominante 911 (993GTR) en la pista. Con el fin de presentar el 928 sin ofender las sensibilidades de sus clientes tradicionales del 911/993GTR, Porsche se lo cedió al equipo privado de carreras Max Moritz Racing, cliente asociado con Porsche durante mucho tiempo y radicado en Reutlingen, para meterlo en la Copa como un coche semioficial.
No fue una sorpresa que los conductores elegidos fuesen: Bernd Mayländer, Manuel Reuter (Piloto probador Porsche), así como Harm Lagaay (entonces jefe del Design Studio de Porsche ). Vittorio Strosek patrocinó a Max Moritz con sus componentes ultraligeros y el tubo de escape deportivo. El coche fue inscrito oficialmente por el Porsche-Club-Schwaben. El peso mínimo homologado tenía que ser y de hecho era 1.370 kg (3.000 libras).
Lagaai informó que el coche era muy competitivo y capaz de mantener a raya a la mayoría de los 993GTR, aunque el motor no estaba más que ajustado, después de haber sido elegido de un conjunto de una muestra de propulsores de alto rendimiento en Weissach. En la última carrera de la temporada en Hockenheim corrió con el cigüeñal seco. Como se suponía que el coche también correría en 1995, fue preparado para continuar con su éxito en la competición en la temporada de 1995. Un motor nuevo fue instalado, seleccionado del mismo lote de propulsores de alto rendimiento y afinado como anteriormente. En 1995 la producción del Porsche 928 llegó a su fin, y el coche por tanto, no corrió en la nueva temporada.
El difunto Max Moritz conservó al 928 en su colección de coches históricos. No fue puesto en circulación de nuevo hasta después de su muerte, cuando la familia vendió el coche en octubre de 2004 - con solo 24.500 kilómetros en el contador (Porsche Weissach es el único propietario documentado).

## Números
| Año                       | 1977 | 1978 | 1979 | 1980 | 1981 | 1982 | 1983 | 1984 | 1985 | 1986 | 1987 | 1988 | 1989 | 1990 | 1991-1995        |
| ------------------------- | ---- | ---- | ---- | ---- | ---- | ---- | ---- | ---- | ---- | ---- | ---- | ---- | ---- | ---- | ---------------- |
| Unidades vendidas del 928 | 1290 | 4927 | 4706 | 4175 | 4087 | 4510 | 4200 | 4601 | 5356 | 4617 | 5403 | 3663 | 2919 | 3088 | Sin información. |